# Olivier Deleuze
Pour les articles homonymes, voir Deleuze.
Olivier Deleuze est un homme politique belge né à Saint-Josse-ten-Noode le 18 décembre 1954. Membre fondateur d'Ecolo, il est député fédéral à plusieurs reprises, secrétaire d'État du gouvernement Verhofstadt I de 1999 à 2003, et coprésident d'Ecolo avec Emily Hoyos de 2012 à 2015. Il a été de 2012 à 2024 bourgmestre de la commune bruxelloise de Watermael-Boitsfort.
Il est directeur de Greenpeace Belgique de 1989 à 1995 et responsable des relations avec la société civile au sein du programme des Nations unies pour l'environnement de 2004 à 2010.

## Biographie
Olivier Deleuze est diplômé ingénieur agronome à l'Université catholique de Louvain en 1977. Objecteur de conscience, il effectue son service civil en 1978 à Inter-Environnement Bruxelles,. Il en devient vice-président. Il milite également aux Amis de la Terre en 1977 et à l'Atelier de recherches et d'actions urbaines (ARAU).
Membre fondateur d'Ecolo, Olivier Deleuze est avec José Daras l'un des deux premiers députés de ce parti à la Chambre des représentants, à l'occasion des élections législatives de 1981. En 1986, il est en désaccord avec la direction d'Ecolo qui négocie avec la majorité libéral-sociale chrétienne au Conseil régional wallon. Il démissionne alors de son mandat de député,, et quitte la vie politique belge.
Il exerce alors un emploi d'ingénieur de projets en dépollution de l'air à Syprim-Air Industrie. En 1989, il devient directeur de Greenpeace Belgique. Il le reste jusqu'en 1995, année durant laquelle il retrouve un mandat de député fédéral et est élu chef du groupe Ecolo-Agalev,.
En 1999, Ecolo et Agalev enregistrent un succès aux élections législatives et forment avec les partis socialistes et libéraux une coalition gouvernementale inédite, baptisée « coalition arc-en-ciel ». Olivier Deleuze devient secrétaire d'État à l'Énergie et au Développement durable du premier gouvernement Verhofstadt, adjoint à la ministre de la Mobilité et des Transports, Isabelle Durant, elle aussi issue d'Ecolo. Il est ainsi l'un des quatre écologistes de ce gouvernement. À cette fonction, il est notamment chargé du projet de loi prévoyant la sortie du nucléaire, adoptée en 2002,,. Au deuxième semestre de 2001, la Belgique exerçant la présidence tournante de l'Union européenne, il préside la délégation européenne lors des négociations menant en novembre aux accords de Marrakech, dans le cadre du protocole de Kyoto,.
En mai 2003, Olivier Deleuze et Isabelle Durant quittent le gouvernement fédéral sur la question des vols de nuit. Quinze jours plus tard, les élections fédérales sont un échec pour le parti. Bien que réélu député, Olivier Deleuze décide de quitter à nouveau la politique belge et cède son siège à sa suppléante Zoé Genot. De 2004 à 2010, il est responsable des relations avec la société civile pour le programme des Nations unies pour l'environnement (PNUE), à Nairobi,.
En 2010, Olivier Deleuze quitte ses fonctions au PNUE pour réinvestir la politique belge. Il mène la liste Ecolo aux élections fédérales, dans l'arrondissement de Bruxelles-Hal-Vilvorde, et retrouve ainsi un siège de député fédéral. Il est élu chef du groupe Ecolo-Groen.
Aux élections communales du 14 octobre 2012, sa liste se classe deuxième à Watermael-Boitsfort. Nouant une alliance avec le MR et GMH (Gestion municipale et le cdH), il devient le premier bourgmestre vert de la Région de Bruxelles-Capitale malgré le fait d'avoir obtenu deux fois moins de votes de préférence que la bourgmestre en place, Martine Payfa.
En mars 2012, il est élu coprésident d'Ecolo, avec Emily Hoyos, succédant à Jean-Michel Javaux et Sarah Turine. En 2014, à la suite des échecs d'Ecolo aux élections législatives, européennes et régionales, Emily Hoyos et Olivier Deleuze annoncent la tenue d'une nouvelle élection à la présidence du parti au printemps 2015, soit un an avant la fin de leur mandat, à laquelle ils ne se présentent pas,.
Aux élections communales du 14 octobre 2018, sa liste arrive en première position à Watermael-Boitsfort mais après 12 ans à la tête de la commune, il décide de ne pas se représenter.